# 港見丘公園

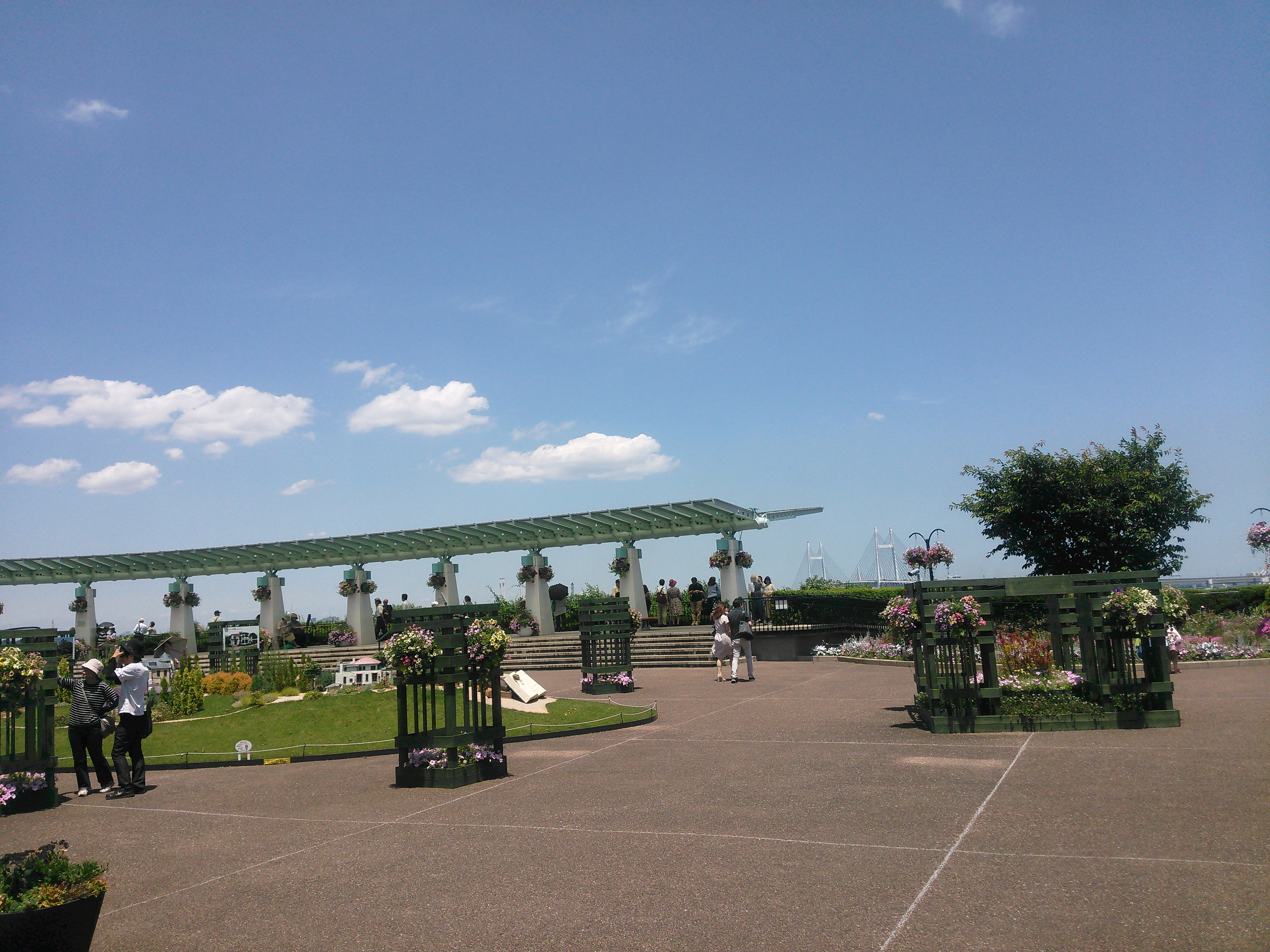

港見丘公園（日语：港の見える丘公園、みなとのみえるおかこうえん，みなとのみえるおかこうえん）是位於日本神奈川縣橫濱市中區山手町的一座公園。這座公園開園於1962年。在橫濱開港之初，這裡曾經是英軍和法軍的駐紮地。港見丘公園和山下公園並列為代表性都市公園之一。

## 外部連結
- 港の見える丘公園 （页面存档备份，存于）（横浜市環境創造局）
- 大佛次郎記念館 （页面存档备份，存于）
- 港の見える丘公園の夜景スポット情報 （页面存档备份，存于）（夜景FAN）
- OpenStreetMap上有關48117465  港見丘公園的地理